# Dioncomena nitens
Dioncomena nitens är en insektsart som beskrevs av David R. Ragge 1980. Dioncomena nitens ingår i släktet Dioncomena och familjen vårtbitare. Inga underarter finns listade i Catalogue of Life.